# Hélène Fourment con due dei suoi figli
Hélène Fourment con due dei suoi figli è un dipinto (115x85 cm) realizzato nel 1636 circa dal pittore Peter Paul Rubens.
È conservato nel Musée du Louvre di Parigi.
Hélène è la seconda moglie del pittore e divenne la sua modella preferita; i figli sono Clara Johanna (in piedi), nata il 18 gennaio 1632, e Frans (in grembo alla madre), nato il 12 luglio 1633.